# Крижевець
Крижевець (словен. Križevec) — поселення в общині Зрече, Савинський регіон, Словенія. 
Висота над рівнем моря: 442 м.